# Le Cercle des loups
Le Cercle des loups (en anglais : The Loop) est un roman britannique de Nicholas Evans publié en 1998. Traduit en français par François Lasquin, il a été publié chez Albin Michel en janvier 1999.

## Résumé
Fin du XXe siècle dans le Montana, un loup noir tue le chien de Kathy et Clyde. Dan, du service de défense des loups, s'y rend. Buck, riche éleveur et père de Kathy dit qu'il ne veut pas de loup chez lui. Dan embauche Helen, 29 ans, spécialiste des loups. Fin du XIXe siècle, après les castors et les bisons, les trappeurs exterminèrent les loups en les empoisonnant. En 1911, Lovelace était le dernier tueur de loups. Helen met des pièges mais on lui détend. Une nuit, elle démasque Luke, 18 ans, fils de Buck. Il dit qu'il y en a 9 et qu'il les protège. Ils remettent les pièges et en prennent 2 qu'ils endorment pour leur mettre un collier. Elle l'avoue à Buck. Des éleveurs disent à la presse que des loups ont tué des veaux et Helen doit s'expliquer en réunion. Abe, éleveur, y amène le loup noir mort. Ils reprennent un louveteau. Buck fait revenir le fils Lovelace. Luke et Helen se déclarent leur flamme. Lovelace tue 2 loups puis une louve et relâche le nouveau chef à cause de son collier, mais il est blessé et meurt plus tard. Lovelace meurt aussi en cachette. La louve a 6 petits. Luke s'installe chez Helen qui apprend l'existence de Lovelace. Dan met un collier à un autre loup. Buck en tue 2 en public, va tuer la louve à sa tanière et blesse involontairement Luke à l’œil après qu'il a sauvé 4 louveteaux. Dan démissionne et relâche un couple avec Helen. Luke va étudier la zoologie dans le Minnesota et Helen le suit.